# Wupperverband
Der Wupperverband ist eine seit 1930 bestehende Körperschaft des öffentlichen Rechts und einer der großen Wasserwirtschaftsverbände in Nordrhein-Westfalen. Er ist zuständig für die Wasserwirtschaft im Einzugsgebiet der Wupper und hat seinen Sitz in Wuppertal. Der Verband hat etwa 450 Mitarbeiter und bildet im Durchschnitt 20 Auszubildende aus. Zur gemeinschaftlichen Interessenvertretung hat sich der Verband der Arbeitsgemeinschaft der Wasserwirtschaftsverbände in Nordrhein-Westfalen angeschlossen. 

## Das Verbandsgebiet
Das Verbandsgebiet umfasst das im Land Nordrhein-Westfalen gelegene oberirdische Einzugsgebiet der Wupper. Die Lage im Bergischen Land bedingt lokal Niederschläge von bis zu 1.400 mm im Jahr mit entsprechenden Problemen bei Abfluss und Hochwasserschutz. Rund drei Viertel der rund 1 Mio. Menschen im Einzugsgebiet leben in den vier Großstädten Leverkusen, Solingen, Remscheid und Wuppertal. Zwei Drittel der Flächen, insbesondere in den Oberlaufgebieten, werden weide- und forstwirtschaftlich genutzt.

## Aufgaben

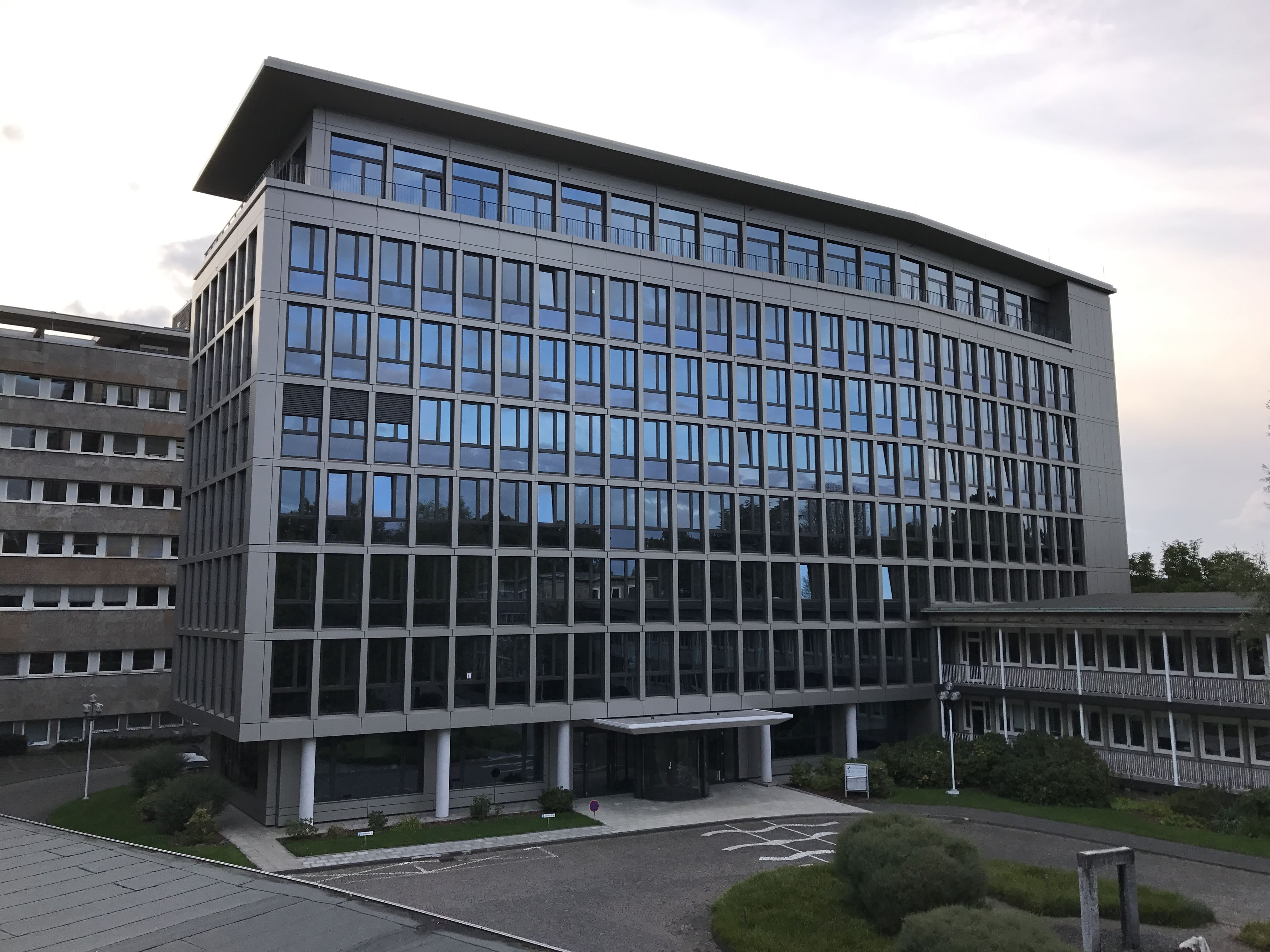
Verwaltungsgebäude des Wupperverbandes

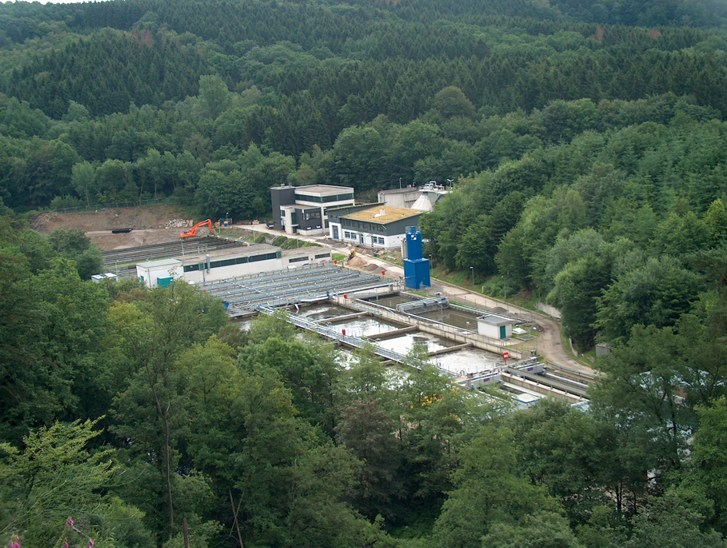
Teilkomplex der Kläranlage Radevormwald-Nord, betrieben vom Wupperverband

Der Wupperverband ist zuständig für Abwasserreinigung im Einzugsgebiet der Wupper. Er betreibt 11 Klärwerke: Klärwerk Buchenhofen, Klärwerk Burg, Klärwerk Dhünn, Klärwerk Hückeswagen, Klärwerk Kohlfurth, Klärwerk Leverkusen, Klärwerk Marienheide, Klärwerk Odenthal, Klärwerk Radevormwald, Klärwerk Schwelm und Klärwerk Wermelskirchen.
Darüber hinaus ist er zuständig für Hochwasserschutz und Niedrigwasseraufhöhung. Hierzu betreibt er 14 Talsperren: Beyenburger Stausee, Bevertalsperre, Brucher Talsperre, Eschbachtalsperre (Eigentümer ewr GmbH), Große Dhünntalsperre, Herbringhauser Talsperre, Kerspetalsperre, Lingesetalsperre, Neyetalsperre, Panzertalsperre (Eigentümer: ewr GmbH), Ronsdorfer Talsperre, Silbertalsperre (Schevelinger Talsperre), Stauanlage Dahlhausen und die Wuppertalsperre.
Des Weiteren betreut der Wupperverband die Gewässer im Einzugsgebiet der Wupper (Gewässerentwicklung, Renaturierung, Hochwasservorsorge). Die Wupper hat zahlreiche Nebenarme, der größte ist die Dhünn.
Die Aufgaben des Wupperverbandes sind im „Wupperverbandsgesetz“ (WupperVG) von 1930, zuletzt geändert 2012, festgelegt:
- Regelung des Wasserabflusses einschließlich Ausgleich der Wasserführung und Sicherung des Hochwasserabflusses der oberirdischen Gewässer oder Gewässerabschnitte und in deren Einzugsgebieten;
- Unterhaltung oberirdischer Gewässer oder Gewässerabschnitte und der mit ihnen in funktionellem Zusammenhang stehenden Anlagen;
- Rückführung ausgebauter oberirdischer Gewässer in einen naturnahen Zustand;
- Vermeidung, Minderung, Beseitigung und Ausgleich wasserwirtschaftlicher und damit in Zusammenhang stehender ökologischer, durch Einwirkungen auf den Grundwasserstand hervorgerufener oder zu erwartender nachteiliger Veränderungen;
- Beschaffung und Bereitstellung von Wasser zur Trink- und Betriebswasserversorgung sowie zur Ausnutzung der Wasserkraft;
- Abwasserbeseitigung nach Maßgabe des Landeswassergesetzes;
- Entsorgung der bei der Durchführung der Verbandsaufgaben anfallenden Abfälle;
- Vermeidung, Minderung, Beseitigung und Ausgleich eingetretener oder zu erwartender, auf Abwassereinleitungen oder sonstige Ursachen zurückzuführender nachteiliger Veränderungen des oberirdischen Wassers;
- Ermittlung der wasserwirtschaftlichen Verhältnisse, soweit es die Verbandsaufgaben erfordern.

| Kennzahlen Wupperverband @ 2024 | Kennzahlen Wupperverband @ 2024 |
| ------------------------------- | ------------------------------- |
| Wuppereinzugsgebiet             | 813 km²                         |
| Fließlänge Wupper               | 115 km                          |
| mittlerer Abfluss               | 17 m³/s                         |
| Wasserläufe gesamt              | rd. 2.300 km                    |
| Einwohner (E) gesamt            | 1,0 Mio. E                      |
| Betriebsanlagen                 |                                 |
| Talsperren                      | 14                              |
| Stauinhalt gesamt               |                                 |
| Kläranlagen                     | 11                              |
| Reinigungskapazität             | 1.457.150 E                     |
| Gesamtabwasservolumen           | 143 Mio. m³/Jahr                |
| Regenbecken                     | 77                              |
| Pumpwerke                       | 12                              |
| Hochwasserrückhaltebecken       | 27                              |

## Verbandsgeschichte
Das Einzugsgebiet der Wupper hatte bereits seit dem 15. Jahrhundert vorindustrielle Produktionsstätten für Textilien und Kurzwaren, die seit dem 18. Jahrhundert auch unter dem Begriff Barmer Kurzwaren (nach dem Ort Barmen) bekannt wurden. Entsprechend wurden die Quellen und Flüsse im Wupper-Einzugsgebiet intensiv genutzt, sowohl zur Ver- und Entsorgung von Spinnereien, Färbereien, Webereien, als auch zur Gewinnung von Wasserkraft. Hinzu kamen im 19. Jahrhundert chemische und pharmazeutische Industrie, z. B. mit Gründung des Unternehmens Bayer 1863 im heutigen Wuppertaler Ortsteil Heckinghausen und weitere Fabriken wie die „Barmer Teppichfabrik Vorwerk & Co“ 1883 sowie Metallverarbeitung und Maschinenbau.
Mit der Nutzung der Wupper und der Industrialisierung stieg der Grad ihrer Verschmutzung, insbesondere in der unteren Wupper von Wuppertal flussabwärts. Der letzte Lachs wurde 1830 in der Wupper gesichtet. Neben der schlechten Wasserqualität war der Gestank des Flusses ein Problem. Die Eschbachtalsperre wurde 1889 bis 1891 als erste Trinkwasser-Talsperre Deutschlands am Wupperzufluss Eschbach gebaut. Die rechtlichen Voraussetzungen zur weiteren Problemlösung wurden mit einem preußischen Gesetz vom 19. Mai 1891 für die Anwendung eines Beitrittszwanges der Industrie zu einer Wassergenossenschaft im Gebiet der Wupper und ihrer Nebenflüsse geschaffen. Dieses „Wuppertalsperrengesetz“ und die Gründung der „Genossenschaft zur Errichtung von Thalsperren“ 1896 dienten zunächst dem Bau von Talsperren zur Wasser- und Energieversorgung und nicht zur Bewältigung der Abwasserproblematik. Eine organisatorische Ausweitung zur Bewältigung der Gewässerverschmutzung wurde in Folge des 1904 erlassenen Emschergenossenschaftsgesetzes diskutiert, aber erst nach der Kommunalreform zum 1. August 1929 (Gründung der Stadt Wuppertal) am 8. Januar 1930 durch ein preußisches Sondergesetz mit Kommunen und Industrie als Mitgliedern mit dem „Wupperverbandsgesetz“ gegründet. Damit konnte der Wupperverband die einzugsgebietsweite Abwasserbeseitigung angehen.

## Mitglieder
Mitglieder des Verbandes sind heute Städte, Gemeinden und Kreise im Verbandsgebiet; Unternehmen und sonstige Träger der öffentlichen Wasserversorgung im Verbandsgebiet, die hier zum Zweck der Nutzung Wasser als Grundwasser fördern, aus oberirdischen Gewässern entnehmen oder aus Anlagen des Verbandes übernehmen; gewerbliche Unternehmen, Grundstückseigentümer und Träger von Verkehrsanlagen mit relevantem Nutzen aus der Arbeit des Wupperverbandes. Die Verbandsversammlung mit 101 Delegierten ist das oberste Gremium.

## Der Wupperverband in der Gegenwart
Der Wupperverband hat als Zukunftsthemen Demografie, Energie, Klimawandel und Hochwasserschutz identifiziert. Die Senkung der eigenen Treibhausgasemissionen, Kreislaufwirtschaft und neue Technologien werden in Forschungs- und Kooperationsvorhaben weiter verfolgt. Das Wuppereinzugsgebiet soll im Rahmen der Wasserwirtschaftspolitik des Landes NRW auch wieder zum Lachs-Laichgebiet werden.